# Envision (Unternehmen)
Envision Energy (chinesisch: 远景能源) ist ein chinesisches Unternehmen mit Hauptsitz in Shanghai, das Windkraftanlagen und Energiemanagementsoftware (EMS) anbietet. Envision hat Kooperationen im Bereich der Batterieherstellung mit Renault, Nissan, Daimler und Honda.

## Geschichte
Envision wurde 2007 von Lei Zhang in Jiangyin, in der östlichen Provinz Jiangsu in China gegründet. Das Unternehmen hat seit 2009 den vollen Betrieb aufgenommen.

## Unternehmen
2018 erwirtschaftete Envision einen Umsatz von mehr als zwei Milliarden Euro. Im Jahr 2020 gehörte Envision zu den vier weltweit führenden Anbietern von Windkraftanlagen. 2023 hat Envision insgesamt Windturbinen mit einer Kapazität von 15,4 GW ausgeliefert und lag damit weltweit auf Platz 2 hinter Goldwind mit 16,4 GW und vor Vestas.
Die F&E-Aktivitäten von Envision befinden sich am Hauptsitz des Unternehmens in Shanghai, in einem Fabrikkomplex in Jiangyin und in einem Innovationszentrum in Silkeborg, Dänemark, mit 40 Ingenieuren, die sich auf Turbinentechnologie konzentrieren. Das Unternehmen hat darüber hinaus ein weiteres Forschungs- und Entwicklungszentrum für Batteriespeicher in Osaka, Japan, ein Cloud-Service-Zentrum in Houston, Texas und ein digitales Innovationszentrum im Silicon Valley, Kalifornien.

## Produkte
Envision hat weltweit über 2400 Windturbinen installiert. Es bietet auch Software, die in über 6000 Windturbinen in Nordamerika, Europa, Lateinamerika und China verwendet wird.
Seit 2013 forscht Envision an zweiblättrigen Windturbinen.